# Alojz Dular
Alojz Dular, slovenski rudar in politik, * 18. maj 1910, Zagorje, † 28. januar 2000.
Med letoma 1952 in 1957 je bil predsednik skupščine občine Trbovlje.

## Življenje
Rodil se je očetu rudarju v Zagorju. Družina je živela precej skromno, v stanovanju s sobo in skupno kuhinjo za osem družin.
Po očetovi upokojitvi leta 1924 so se morali iz stanovanja izseliti. Preselili so se na Bevško, kjer so živeli v eni sobi. Štirinajst-letni Alojz se je istega leta zaposlil v trboveljski cementarni. Ob nočnih izmenah je spal kar v drvarnici.
Do leta 1938, ko se je poročil in uspel dobiti novo stanovanje, je končal tudi šolanje in se zaposlil kot rudar. Ko se je po drugi svetovni vojni vrnil iz partizanov, se je za nekaj časa ponovno zaposlil v rudniku, kmalu pa je moral zaradi zdravja zamenjati delovno mesto. Do konca leta 1947 je delal v kamnolomih Retje in Vasle. Ob ustanovitvi Zasavskih premogovnikov v začetku leta 1947 je postal pomočnik direktorja. To funkcijo je opravljal do leta 1950, ko so rudnik »predali v roke delavcev«. Do leta 1952 je vodil rudnika Senovo in Zagorje. Sam je trdil, da ni imel posebnega veselja do direktorskega mesta v Zagorju.
V času volitev za občinske ljudske odbore leta 1952 je bil poklican v Trbovlje, kjer je bil izvoljen v ObLO in postal njegov predsednik, čeprav naj bi bil pri okrajnih funkcijah slabo zapisan. To naj bi bil tudi vzrok, da je po končanem mandatu predsednika ObLO ostal brezposeln.
Po ukinitvi trboveljskega okraja leta 1958 je postal obratovodja na rudniški separaciji, nato pa konec leta 1958 direktor Gradbenega podjetja Zasavje, kjer je leta 1972 dočakal upokojitev. Ves čas se je udejstvoval v različnih kulturnih in športnih društvih. Do razpustitve leta 1953 je bil član gledališke skupnosti Svoboda, kasneje predsednik novoustanovljene Vzajemnosti. Sodeloval je pri gradnji počitniškega doma Prijateljev prirode na Mrzlici, kot aktivni član tudi v upravnem odboru športnega društva Rudar.
Leta 1996 mu je občina Trbovlje podelila naziv častnega občana.
Umrl je 28. januarja 2000.